# Ernst Kühl (Pilot)
Ernst Kühl (* 28. März 1888 in Breslau; † 2. Februar 1972 in Münster) war ein hochdekorierter deutscher Luftwaffenoffizier und Kampfflieger der Luftwaffe im Zweiten Weltkrieg. Zu Kriegsende Oberst galt er neben Werner Baumbach, Joachim Helbig, Dietrich Peltz sowie Hermann Hogeback als erfolgreichster Kampfflieger der Luftwaffe.

## Junge Jahre
Als Sohn eines Professors für Neutestamentliche Theologie wuchs Kühl in Breslau auf. Im Alter von sieben Jahren, wurde sein Vater an die Akademie nach Königsberg versetzt, wo der junge Kühl seine Jugendzeit verbrachte. Von 1910 bis 1911 diente er als Einjährig-Freiwilliger in der reitenden Abteilung des 1. Kurhessischen Feldartillerie-Regiments Nr. 11 in Fritzlar. Sein Studium für Öffentliches Recht, Völkerrecht und Volkswirtschaft absolvierte er in Königsberg und Berlin. Seine abschließende juristische Dissertationsschrift trug den Titel: Der Ehemann als Vormund seiner Frau. Kühl selbst blieb zeitlebens Junggeselle. Bis 1914 diente Kühl als Regierungsreferendar in der Inneren Verwaltung Preußens.

## Erster Weltkrieg und Zwischenkriegsjahre
Nach Ausbruch des Ersten Weltkrieges fungierte Kühl als Leutnant in der Funktion eines Artillerie- und Batterieoffiziers im 2. Westfälischen Feldartillerie-Regiment Nr. 22 sowie beim Artilleriekommandeur Nr. 96 an der Westfront. Für seine Leistungen erhielt er beide Klassen des Eisernen Kreuzes.
Nach dem Krieg ging Kühl, nach Altena versetzt, wieder seiner juristischen Arbeit nach. 1928 wurde er in die Provinzialverwaltung nach Münster berufen. Dort erwarb er später auf dem Sportflugplatz Loddenheide seinen Privatflugschein, absolvierte drei Deutschlandflüge und nahm an diversen Flugwettbewerben teil. 1935 wurde er aufgrund seiner Flugerfahrung von der Luftwaffe als Reserveoffizier übernommen. Seine anschließenden Übungsflüge flog er im Kampfgeschwader 27 sowie im Kampfgeschwader 55. Vor Kriegsbeginn stieg er am 1. August 1939 zum Hauptmann der Reserve auf.

## Zweiter Weltkrieg

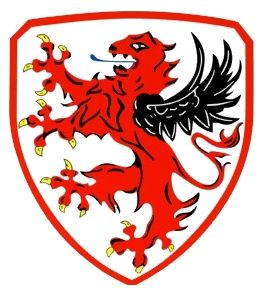
Geschwaderwappen des Kampfgeschwaders 55, welches Kühl lange führte.

Im Kampfgeschwader 55 flog Kühl auch beim Überfall auf Polen, wo er sich die Spange zum Eisernen Kreuz II. Klasse erwarb. Im anschließenden Westfeldzug wurde er mit der Spange zum Eisernen Kreuz I. Klasse ausgezeichnet. Nach dem Frankreichfeldzug wechselte Kühl, inzwischen schon 53 Jahre alt, in den Geschwaderstab des Kampfgeschwader 55 (KG 55) über und nahm in dieser Funktion an der Luftschlacht um England teil. Hier wurde er im September 1940 über den Kanal von britischen Jagdflugzeugen abgeschossen, konnte aber, mit seiner Besatzung im Rettungsboot treibend, von einem Seenotflugzeug gerettet werden. Wenig später flog er seinen 100. Feindflug. Am 20. Dezember 1940 wurde ihm der Ehrenpokal für besondere Leistung im Luftkrieg verliehen. Im März 1941 stieg Kühl zum Kommandeur der II. Gruppe des KG 55 auf, welches danach an die Ostfront verlegt wurde. Nach über 100 Feindflügen im Südabschnitt der Front wurde Kühl zum 1. Februar 1942 zum Oberstleutnant befördert und in diesem Rang am 27. August 1942 zum Kommodore des KG 55 ernannt. Nach absolvierten 230 Feindflügen und mit 54 Jahren erhielt Kühl am 26. Oktober 1942 das Ritterkreuz des Eisernen Kreuzes, nachdem man ihn bereits am 21. August 1942 mit dem Deutschen Kreuz in Gold ausgezeichnet hatte. Anschließend flog sein Geschwader auch Angriffe auf Moskau sowie ab November 1942 auch Versorgungsflüge nach Stalingrad. Letztere wurde bis Januar 1943 zur Hauptaufgabe des Geschwaders.
Um die Versorgung der eingeschlossenen deutschen Verbände zu gewährleisten, wurde Kühl zum Lufttransportführer Morosowskaja ebendort (200 km westlich von Stalingrad) ernannt. Im Januar 1943 ging dieser Flugplatz durch die Erdlage verloren, so dass das Geschwader nach Nowotscherkassk (300 km westlich Stalingrads) am Don verlegt werden musste. Unter katastrophalen Winterverhältnissen flog das Geschwader bis 27. Januar 1943 weiterhin Versorgungsflüge nach Stalingrad. Das Geschwader verlor dabei zwischen dem 24. November 1942 und 31. Januar 1943 165 He 111. Auf ihrem letzten Einsatz am 27. Januar 1943 flogen die letzten 50 einsatzbereiten He 111 noch einmal den Kessel an. Nach dem Zusammenbruch des Kessels von Stalingrad flog Kühls Geschwader, ohne Auffrischung, zahlreiche Angriffe an der Abwehrschlacht am Don und Kursk. Am 8. August 1943 gab Kühl die Geschicke des Geschwaders an Wilhelm Antrup ab und wurde zum Fliegerführer Nord (Ost) ernannt.
Dort koordinierte er Torpedoangriffe und die Geleitbekämpfung auf Nordmeergeleitzüge im Raum Murmansk. Am 18. Dezember 1943 wurde er hierfür mit dem Eichenlaub zum Ritterkreuz des Eisernen Kreuzes (356. Verleihung) ausgezeichnet und im Februar 1944 zum Kommandeur der 3. Flieger-Division ernannt, die im Bereich der Luftflotte 1 im Nordabschnitt der Ostfront im Raum Pskow-Peipussee eingesetzt war. Von Juni bis Juli 1944 wurde Kühl mit der Aufstellung der Flieger-Brigade 4 betraut, dessen Kommando aber im Juli 1944 wieder aufgelöst wurde. Kühl nahm daraufhin wieder seine Position als Fliegerführer Nord (West) ein, wo er seinen 315. und letzten Feindflug absolvierte. Am 11. April und 21. Juni 1944 war Kühl im Wehrmachtbericht genannt worden.
Im Januar 1945 wurde er zum Kommandeur der 5. Flieger-Division ernannt. Noch im März 1945 erfolgte seine Ernennung zum Kommandeur der 14. Flieger-Division in Westfalen, dessen Posten er jedoch wegen der Unterbrechung der Luftverbindung von Norwegen aus nicht mehr antreten konnte. Bei Kriegsende geriet er in britische Kriegsgefangenschaft.

## Nachkriegsjahre
Im September 1947 kehrte Kühl nach Deutschland zurück und schrieb mehrere Werke und gehörte als Mitglied dem Sachverständigen-Ausschuss zur Neugliederung des Bundesgebietes an. Zudem erarbeitete er für den damaligen Ministerpräsidenten Karl Arnold ein Memorandum zur Neugliederung des Bundesgebiets. 1955 wurde er in dieser Sache in den Luther-Ausschuss delegiert. Ferner baute er in dieser Zeit den Aero-Club Münster auf, zu dessen 1. Vorsitzenden er ernannt wurde. Später delegierte der Bundestag Ernst Kühl als Vertreter der Luftwaffe in den Personalgutachterausschuss für die Überprüfung von ehemaligen Generalen und Obersten auf eine mögliche Verwendung in der Bundeswehr. Für sein Wirken in der Nachkriegszeit erhielt er dafür das Große Verdienstkreuz der Bundesrepublik Deutschland.